# Never Will
| Совокупная оценка | Совокупная оценка |
| Источник          | Оценка            |
| ----------------- | ----------------- |
| Metacritic        | 83/100            |
| Оценки критиков   |                   |
| Источник          | Оценка            |
| AllMusic          | [ 2 ]             |
| Exclaim!          | [ 3 ]             |
| Rolling Stone     | [ 4 ]             |
| Variety           | Positive          |

Never Will (с англ. — «Никогда не буду») — второй студийный альбом американской кантри-певицы Эшли Макбрайд, вышедший 3 апреля 2020 года на лейбле Warner Bros. Nashville (фактически четвёртый альбом, но первые два были выпущены певицей самостоятельно, а не на крупных лейблах). Продюсером был Jay Joyce. Диск был на пятом месте в американском чарте Top Country Albums и получил положительные отзывы.

## Об альбоме
17 января 2020 года Эшли Макбрайд анонсировала название альбома, его трек-лист и дату релиза
Girl Going Nowhere дебютировал на № 5 в Top Country Albums и на № 54 в американском хит-параде Billboard 200.
Первым синглом с альбома стал трек «One Night Standards», вышедший 30 августа 2019 года, а на кантри-радио 23 сентября 2019.

## Отзывы
Альбом получил положительные отзывы музыкальных критиков и интернет-изданий, Rolling Stone, Exclaim!, Variety. Обозреватель из журнала Rolling Stone написал, что Эшли Макбрайд рассказывает истории о карьере и драме в маленьком городке, её второй альбом на крупном лейбле — дерзкий и глубокий, доказательство того, что она одна из самых пронзительных поэтов в истории страны.
В июне 2020 года Never Will был включён в список лучших на то время альбомов года журнала Billboard и список лучших издания Stereogum.

### Итоговые списки
| Публикация    | Список                                           | Ранг | Ссылка |
| ------------- | ------------------------------------------------ | ---- | ------ |
| Billboard     | Billboard́s 50 Best Albums of 2020 — Mid-Year     | N/A  | [ 10 ] |
| Rolling Stone | Rolling Stonés 50 Best Albums of 2020 — Mid-Year | N/A  | [ 12 ] |
| Spin          | Spińs 30 Best Albums of 2020 — Mid-Year          | N/A  | [ 13 ] |
| Stereogum     | Stereoguḿs 50 Best Albums of 2020 — Mid-Year     | 44   | [ 11 ] |
| Variety       | Varietýs Best Albums of 2020 — Mid-Year          | N/A  | [ 14 ] |

## Список композиций
| №                   | Название                  | Автор(ы)                                                                         | Длительность |
| ------------------- | ------------------------- | -------------------------------------------------------------------------------- | ------------ |
| 1.                  | «Hang in There Girl»      | Ashley McBryde Jeremy Bussey                                                     | 3:49         |
| 2.                  | «One Night Standards»     | McBryde Shane McAnally Nicolette Hayford                                         | 3:10         |
| 3.                  | «Shut Up Sheila»          | Hayford Charles Chisholm                                                         | 3:51         |
| 4.                  | «First Thing I Reach For» | McBryde Randall Clay Mick Holland                                                | 3:14         |
| 5.                  | «Voodoo Doll»             | McBryde Hayford Brandy Clark Connie Harrington Jake Mitchell Aaron Raitiere      | 3:29         |
| 6.                  | «Sparrow»                 | McBryde Hayford Clark Harrington Mitchell Raitiere                               | 3:50         |
| 7.                  | «Martha Divine»           | McBryde Jeremy Spillman                                                          | 3:37         |
| 8.                  | «Velvet Red»              | McBryde Patrick Savage Daniel Smalley                                            | 3:27         |
| 9.                  | «Stone»                   | McBryde Hayford                                                                  | 4:15         |
| 10.                 | «Never Will»              | McBryde Chris Harris Blue Foley Matt Helmkamp Christian Sancho Victor Quinn Hill | 3:56         |
| 11.                 | «Styrofoam»               | Clay                                                                             | 2:55         |
| Общая длительность: | Общая длительность:       | Общая длительность:                                                              | 39:33        |

## Позиции в чартах
| Чарт (2020)                              | Высшая позиция |
| ---------------------------------------- | -------------- |
| Шотландия (Scottish Albums Chart)        | 23             |
| Великобритания (UK Country Albums Chart) | 2              |
| США (Billboard 200)                      | 54             |
| США (Billboard Top Country Albums)       | 5              |